# Wereldkampioenschappen atletiek 1991

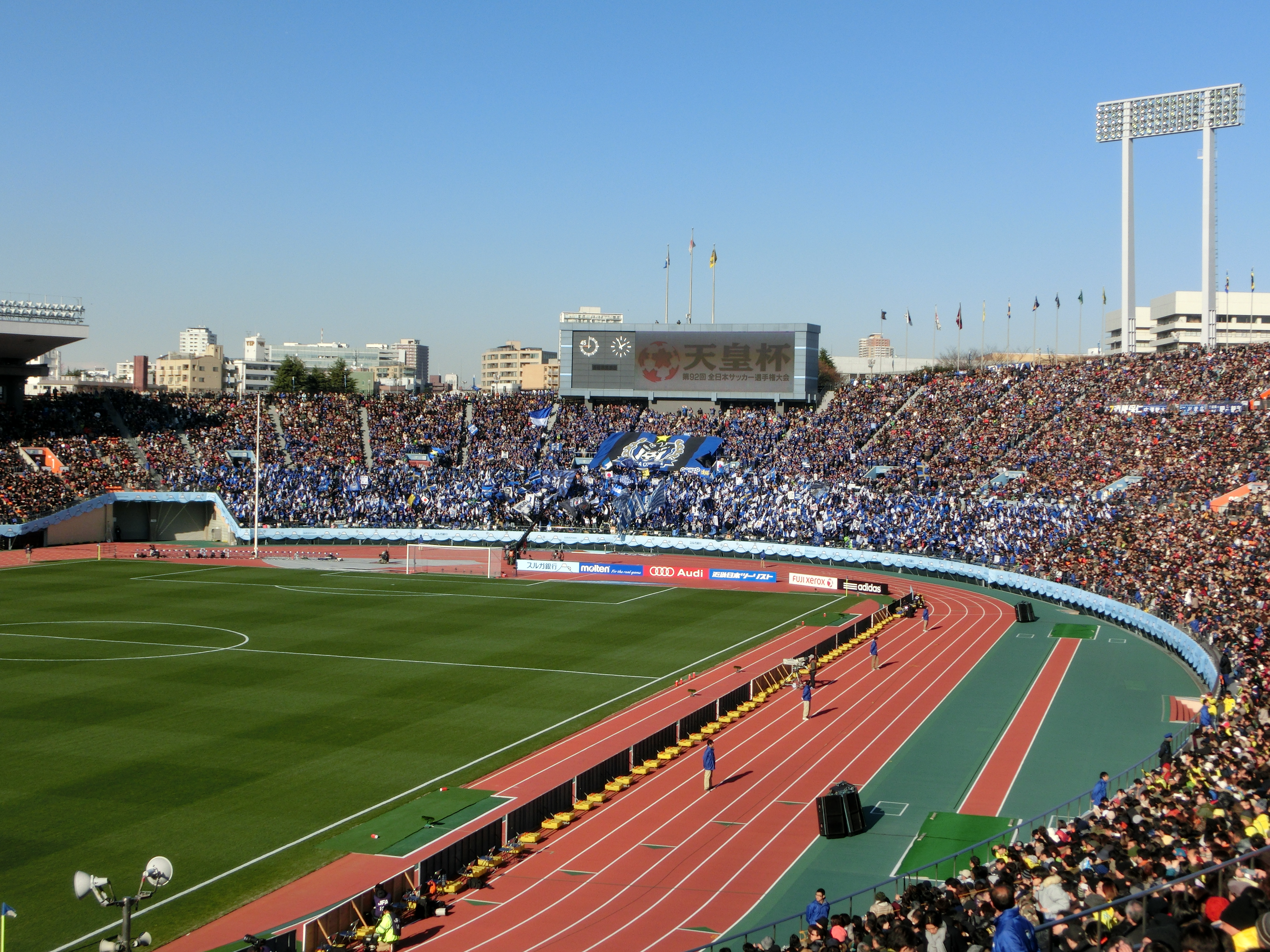
Olympisch Stadion van Tokio

De derde IAAF Wereldkampioenschappen atletiek vonden plaats van 22 augustus tot 1 september 1991 in het Olympisch Stadion van Tokio (Japan).
Nederland behaalde op dit WK een zilveren medaille dankzij de discuswerper Erik de Bruin (65,82 m).

## Wereldrecords
Op deze wereldkampioenschappen slaagde de Amerikaan Mike Powell erin het historische wereldrecord verspringen van Bob Beamon (8,90 m op de Olympische Spelen van 1968) te verbeteren. Ook de tweede, Carl Lewis, sprong één centimeter verder dan Beamon. Powells record is sedertdien nog niet verbeterd. Carl Lewis liep wel een wereldrecord op de 100 m sprint (9,86 seconden) en een tweede met de Amerikaanse aflossingsploeg op de 4x100 m (37,50 seconden).

## Deelnemers

### Nederland
- Marti ten Kate

10.000 meter
- Tonnie Dirks

marathon
- Erik de Bruin

discus
- Frans Maas

verspringen
- Ellen van Langen

800 m
- Yvonne van der Kolk

1500 m
- Gretha Tromp

400 m horden
- Joke Kleijweg

marathon

## Uitslagen

### 100 m
| Rang | Land | Atleet                  | Tijd      |
| ---- | ---- | ----------------------- | --------- |
| 1    | USA  | Carl Lewis              | 9,86 (WR) |
| 2    | USA  | Leroy Burrell           | 9,88      |
| 3    | USA  | Dennis Mitchell         | 9,91      |
| 4    | GBR  | Linford Christie        | 9,92 (ER) |
| 5    | NAM  | Frankie Fredericks      | 9,95 (AF) |
| 6    | JAM  | Ray Stewart             | 9,96 (NR) |
| 7    | BRA  | Robson Caetano Da Silva | 10,12     |
| 8    | CAN  | Bruny Surin             | 10,14     |

| Rang | Land | Atleet                | Tijd  |
| ---- | ---- | --------------------- | ----- |
| 1    | GER  | Katrin Krabbe         | 10,99 |
| 2    | USA  | Gwen Torrence         | 11,03 |
| 3    | JAM  | Merlene Ottey         | 11,06 |
| 4    | URS  | Irina Privalova       | 11,16 |
| 5    | USA  | Evelyn Ashford        | 11,30 |
| 6    | JAM  | Juliet Cuthbert       | 11,33 |
| 7    | NGR  | Mary Onyali           | 11,39 |
| 8    | USA  | Carlette Guidry-White | 11,52 |

### 200 m
| Rang | Land | Atleet                  | Tijd  |
| ---- | ---- | ----------------------- | ----- |
| 1    | USA  | Michael Johnson         | 20,01 |
| 2    | NAM  | Frankie Fredericks      | 20,34 |
| 3    | CAN  | Atlee Mahorn            | 20,49 |
| 4    | BRA  | Robson Caetano Da Silva | 20,49 |
| 5    | NGR  | Olapade Adeniken        | 20,51 |
| 6    | FRA  | Jean-Charles Trouabal   | 20,58 |
| 7    | BUL  | Nikolay Antonov         | 20,59 |
| 8    | URS  | Aleksandr Sokolov       | 20,78 |

| Rang | Land | Atleet                 | Tijd  |
| ---- | ---- | ---------------------- | ----- |
| 1    | GER  | Katrin Krabbe          | 22,09 |
| 2    | USA  | Gwen Torrence          | 22,16 |
| 3    | JAM  | Merlene Ottey          | 22,21 |
| 4    | URS  | Irina Privalova        | 22,28 |
| 5    | URS  | Galina Malchugina      | 22,66 |
| 6    | USA  | Dannette Young-Stone   | 22,87 |
| 7    | BAH  | Pauline Davis-Thompson | 22,90 |
| 8    | URS  | Yelena Vinogradova     | 23,10 |

### 400 m
| Rang | Land | Atleet            | Tijd  |
| ---- | ---- | ----------------- | ----- |
| 1    | USA  | Antonio Pettigrew | 44,57 |
| 2    | GBR  | Roger Black       | 44,62 |
| 3    | USA  | Danny Everett     | 44,63 |
| 4    | CUB  | Roberto Hernández | 44,86 |
| 5    | USA  | Andrew Valmon     | 45,09 |
| 6    | TRI  | Ian Morris        | 45,12 |
| 7    | JPN  | Susumu Takano     | 45,39 |
| 8    | AUS  | Mark Garner       | 45,47 |

| Rang | Land | Atleet                  | Tijd  |
| ---- | ---- | ----------------------- | ----- |
| 1    | FRA  | Marie-José Pérec        | 49,13 |
| 2    | GER  | Grit Breuer             | 49,42 |
| 3    | ESP  | Sandra Myers            | 49,78 |
| 4    | URS  | Olga Vladykina-Bryzgina | 49,82 |
| 5    | USA  | Jearl Miles-Clark       | 50,50 |
| 6    | COL  | Ximena Restrepo         | 50,79 |
| 7    | USA  | Lillie Leatherwood      | 51,53 |
| 8    | USA  | Diane Dixon             | 51,73 |

### 800 m
| Rang | Land | Atleet            | Tijd    |
| ---- | ---- | ----------------- | ------- |
| 1    | KEN  | Billy Konchellah  | 1.43,99 |
| 2    | BRA  | José Luiz Barbosa | 1.44,24 |
| 3    | USA  | Mark Everett      | 1.44,67 |
| 4    | KEN  | Paul Ereng        | 1.44,75 |
| 5    | POL  | Piotr Piekarski   | 1.45,44 |
| 6    | USA  | Johnny Gray       | 1.45,67 |
| 7    | URS  | Andrey Sudnik     | 1.46,36 |
| 8    | ESP  | Tomás de Teresa   | 1.47,65 |

| Rang | Land | Atleet              | Tijd         |
| ---- | ---- | ------------------- | ------------ |
| 1    | URS  | Lilia Noeroetdinova | 1.57,50      |
| 2    | CUB  | Ana Fidelia Quirot  | 1.57,55      |
| 3    | ROU  | Ella Kovacs         | 1.57,58      |
| 4    | MOZ  | Maria Mutola        | 1.57,63      |
| 5    | SUR  | Letitia Vriesde     | 1.58,25 (ZA) |
| 6    | GER  | Christine Wachtel   | 1.58,90      |
| 7    | GBR  | Ann Williams        | 2.01,01      |
| 8    | URS  | Svetlana Masterkova | 2.02,92      |

### 1.500 m
| Rang | Land | Atleet             | Tijd         |
| ---- | ---- | ------------------ | ------------ |
| 1    | ALG  | Noureddine Morceli | 3.32,84 (KR) |
| 2    | KEN  | Wilfred Kirochi    | 3.34,84      |
| 3    | GER  | Hauke Fuhlbrügge   | 3.35,28      |
| 4    | GER  | Jens-Peter Herold  | 3.35,37      |
| 5    | ESP  | Fermín Cacho       | 3.35,62      |
| 6    | POR  | Mário Silva        | 3.35,76      |
| 7    | KEN  | David Kibet        | 3.36,03      |
| 8    | ITA  | Gennaro Di Napoli  | 3.36,56      |

| Rang | Land | Atleet                       | Tijd    |
| ---- | ---- | ---------------------------- | ------- |
| 1    | ALG  | Hassiba Boulmerka            | 4.02,21 |
| 2    | URS  | Tatyana Samolenko-Dorovskikh | 4.02,58 |
| 3    | URS  | Ljoedmila Rogatsjova         | 4.02,72 |
| 4    | ROU  | Doina Melinte                | 4.03,19 |
| 5    | GER  | Ellen Kiessling              | 4.04,75 |
| 6    | GBR  | Kirsty Wade                  | 4.05,16 |
| 7    | KEN  | Susan Sirma                  | 4.05,47 |
| 8    | POL  | Małgorzata Rydz              | 4.05,52 |

### 5.000 m/3.000 m
| Rang | Land | Atleet          | Tijd          |
| ---- | ---- | --------------- | ------------- |
| 1    | KEN  | Yobes Ondieki   | 13.14,45 (KR) |
| 2    | ETH  | Fita Bayisa     | 13.16,64      |
| 3    | MAR  | Brahim Boutayeb | 13.22,70      |
| 4    | GER  | Dieter Baumann  | 13.28,67      |
| 5    | POR  | Domingos Castro | 13.28,88      |
| 6    | MAR  | Khalid Skah     | 13.32,90      |
| 7    | FIN  | Risto Ulmala    | 13.33,46      |
| 8    | POR  | Dionísio Castro | 13.35,39      |

| Rang | Land | Atleet                       | Tijd         |
| ---- | ---- | ---------------------------- | ------------ |
| 1    | URS  | Tatjana Samolenko-Dorovskikh | 8.35,82      |
| 2    | URS  | Jelena Romanova              | 8.36,06      |
| 3    | KEN  | Susan Sirma                  | 8.39,41 (AF) |
| 4    | FIN  | Päivi Tikkanen               | 8.41,30      |
| 5    | ROU  | Margareta Keszeg             | 8.42,02      |
| 6    | ITA  | Roberta Brunet               | 8.42,64      |
| 7    | USA  | Judi St Hilaire              | 8.44,02      |
| 8    | USA  | Annette Peters               | 8.44,02      |

### 10.000 m
| Rang | Land | Atleet              | Tijd     |
| ---- | ---- | ------------------- | -------- |
| 1    | KEN  | Moses Tanui         | 27.38,74 |
| 2    | KEN  | Richard Chelimo     | 27.39,41 |
| 3    | MAR  | Khalid Skah         | 27.41,74 |
| 4    | KEN  | Thomas Osano        | 27.53,66 |
| 5    | GBR  | Richard Nerurkar    | 27.57,14 |
| 6    | BDI  | Aloÿs Nizigama      | 28.03,03 |
| 7    | RWA  | Mathias Ntawulikura | 28.10,38 |
| 8    | MAR  | Hammou Boutayeb     | 28.12,77 |

| Rang | Land | Atleet                         | Tijd     |
| ---- | ---- | ------------------------------ | -------- |
| 1    | GBR  | Liz Lynch-McColgan             | 31.14,31 |
| 2    | CHN  | Zhong Huandi                   | 31.35,08 |
| 3    | CHN  | Wang Xiuting                   | 31.35,99 |
| 4    | GER  | Kathrin Ullrich-Wessel         | 31.38,96 |
| 5    | USA  | Lynn Jennings                  | 31.54,44 |
| 6    | GER  | Uta Pippig                     | 31.55,68 |
| 7    | NOR  | Ingrid Christensen-Kristiansen | 32.10,75 |
| 8    | ETH  | Derartu Tulu                   | 32.16,55 |

### Marathon
| Rang | Land | Atleet            | Tijd    |
| ---- | ---- | ----------------- | ------- |
| 1    | JPN  | Hiromi Taniguchi  | 2:14.57 |
| 2    | DJI  | Ahmed Salah       | 2:15.26 |
| 3    | USA  | Steve Spence      | 2:15.36 |
| 4    | POL  | Jan Huruk         | 2:15.47 |
| 5    | JPN  | Futoshi Shinohara | 2:15.52 |
| 6    | ITA  | Salvatore Bettiol | 2:15.58 |
| 7    | MEX  | Maurilio Castillo | 2:16.15 |
| 8    | ITA  | Gelindo Bordin    | 2:17.03 |

| Rang | Land | Atleet                | Tijd    |
| ---- | ---- | --------------------- | ------- |
| 1    | POL  | Wanda Panfil          | 2:29.53 |
| 2    | JPN  | Sachiko Yamashita     | 2:29.57 |
| 3    | GER  | Katrin Dörre-Heinig   | 2:30.10 |
| 4    | JPN  | Yuko Arimori          | 2:31.08 |
| 5    | FRA  | Maria Rebelo-Lelut    | 2:32.05 |
| 6    | POL  | Kamila Gradus         | 2:32.09 |
| 7    | POR  | Manuela Machado       | 2:32.33 |
| 8    | URS  | Ramilja Boerangoelova | 2:33.00 |

### 20 km snelwandelen/10 km snelwandelen
| Rang | Land | Atleet                 | Tijd         |
| ---- | ---- | ---------------------- | ------------ |
| 1    | ITA  | Maurizio Damilano      | 1:19.37 (KR) |
| 2    | URS  | Michail Sjtsjennikov   | 1:19.46      |
| 3    | URS  | Yevgeniy Misyulya      | 1:20.22      |
| 4    | ITA  | Giovanni De Benedictis | 1:20.29      |
| 5    | ESP  | Valentí Massana        | 1:20.29      |
| 6    | GER  | Robert Ihly            | 1:20.52      |
| 7    | ITA  | Walter Arena           | 1:21.01      |
| 8    | CHN  | Li Mingcai             | 1:21.15 (AS) |

| Rang | Land | Atleet                 | Tijd       |
| ---- | ---- | ---------------------- | ---------- |
| 1    | URS  | Alina Ivanova          | 42.57 (KR) |
| 2    | SWE  | Madelein Svensson      | 43.13      |
| 3    | FIN  | Sari Essayah           | 43.13      |
| 4    | URS  | Irina Strakhova        | 43.40      |
| 5    | AUS  | Kerry Saxby-Junna      | 44.02      |
| 6    | MEX  | Maria Graciela Mendoza | 44.03      |
| 7    | ITA  | Ileana Salvador        | 44.09      |
| 8    | CHN  | Chen Yueling           | 44.11      |

### 50 km snelwandelen
| Rang | Land | Atleet              | Tijd    |
| ---- | ---- | ------------------- | ------- |
| 1    | URS  | Aleksandr Potashov  | 3:53.09 |
| 2    | URS  | Andrej Perlov       | 3:53.09 |
| 3    | GER  | Hartwig Gauder      | 3:55.14 |
| 4    | URS  | Vitaliy Popovich    | 4:00.10 |
| 5    | FIN  | Valentin Kononen    | 4:02.34 |
| 6    | ITA  | Giuseppe De Gaetano | 4:03.43 |
| 7    | JPN  | Fumio Imamura       | 4:06.07 |
| 8    | FRA  | René Piller         | 4:06.30 |

### 110 m horden/100 m horden
| Rang | Land | Atleet              | Tijd  |
| ---- | ---- | ------------------- | ----- |
| 1    | USA  | Greg Foster         | 13,06 |
| 2    | USA  | Jack Pierce         | 13,06 |
| 3    | GBR  | Tony Jarrett        | 13,25 |
| 4    | CAN  | Mark McKoy          | 13,30 |
| 5    | FRA  | Dan Philibert       | 13,33 |
| 6    | RUS  | Vladimir Shishkin   | 13,39 |
| 7    | GER  | Florian Schwarthoff | 13,41 |
| 8    | CHN  | Tong Li             | 13,46 |

| Rang | Land | Atleet               | Tijd  |
| ---- | ---- | -------------------- | ----- |
| 1    | URS  | Ludmila Narozhilenko | 12,59 |
| 2    | USA  | Gail Devers          | 12,63 |
| 3    | URS  | Natalia Hryhorjeva   | 12,69 |
| 4    | FRA  | Monique Ewanje-Epée  | 12,84 |
| 5    | SUI  | Julie Baumann        | 12,88 |
| 6    | FRA  | Florence Colle       | 13,01 |
| 7    | CUB  | Aliuska López        | 13,06 |
| 8    | GER  | Kristin Patzwahl     | 13,07 |

### 400 m horden
| Rang | Land | Atleet            | Tijd       |
| ---- | ---- | ----------------- | ---------- |
| 1    | ZAM  | Samuel Matete     | 47,64      |
| 2    | JAM  | Winthrop Graham   | 47,74 (NR) |
| 3    | GBR  | Kriss Akabusi     | 47,86 (NR) |
| 4    | USA  | Kevin Young       | 48,01      |
| 5    | USA  | Danny Harris      | 48,46      |
| 6    | USA  | Derrick Adkins    | 49,28      |
| 7    | KEN  | Erick Keter       | 49,99      |
| 8    | SWE  | Niklas Wallenlind | 50,28      |

| Rang | Land | Atleet                         | Tijd       |
| ---- | ---- | ------------------------------ | ---------- |
| 1    | URS  | Tatjana Ledovskaja             | 53,11 (KR) |
| 2    | GBR  | Sally Gunnell                  | 53,16 (NR) |
| 3    | USA  | Janeene Vickers                | 53,47      |
| 4    | USA  | Sandra Farmer-Patrick          | 53,95      |
| 5    | USA  | Kim Batten                     | 53,98      |
| 6    | SUI  | Anita Protti                   | 54,25      |
| 7    | GER  | Heike Meissner                 | 55,26      |
| 8    | URS  | Margarita Khromova-Ponomaryova | 55,27      |

### 3.000 m steeplechase
| Rang | Land | Atleet            | Tijd    |
| ---- | ---- | ----------------- | ------- |
| 1    | KEN  | Moses Kiptanui    | 8.12,59 |
| 2    | KEN  | Patrick Sang      | 8.13,44 |
| 3    | ALG  | Azzedine Brahmi   | 8.15,54 |
| 4    | KEN  | Julius Kariuki    | 8.16,81 |
| 5    | USA  | Brian Diemer      | 8.17,76 |
| 6    | MAR  | Abdelaziz Sahere  | 8.19,40 |
| 7    | ITA  | Angelo Carosi     | 8.20,80 |
| 8    | ITA  | Francesco Panetta | 8.26,79 |

### 4 x 100 m estafette
| Rang | Land | Atleten                                                              | Tijd       |
| ---- | ---- | -------------------------------------------------------------------- | ---------- |
| 1    | USA  | Andre Cason Leroy Burrell Dennis Mitchell Carl Lewis                 | 37,50 (WR) |
| 2    | FRA  | Max Morinière Daniel Sangouma Jean-Charles Trouabal Bruno Marie-Rose | 37,87      |
| 3    | GBR  | Tony Jarrett John Regis Darren Braithwaite Linford Christie          | 38,09      |
| 4    | NGR  | George Ogbeide Olapade Adeniken Victor Omagbemi Davidson Ezinwa      | 38,43 (AF) |
| 5    | ITA  | Mario Longo Ezio Madonia Sandro Floris Stefano Tilli                 | 38,52      |
| 6    | JAM  | Dennis Mowatt Ray Stewart Michael Green John Mair                    | 38,67      |
| 7    | URS  | Viktor Bryzgin Aleksandr Sokolov Oleg Kramarenko Vitali Savin        | 38,68      |
| 8    | CAN  | Ben Johnson Mike Dwyer Cyprian Enweani Peter Ogilvie                 | 39,51      |

| Rang | Land | Atleten                                                             | Tijd  |
| ---- | ---- | ------------------------------------------------------------------- | ----- |
| 1    | JAM  | Dahlia Duhaney Juliet Cuthbert Beverly McDonald Merlene Ottey       | 41,94 |
| 2    | URS  | Natalya Kovtun Galina Malchugina Yelena Vinogradova Irina Privalova | 42,20 |
| 3    | GER  | Grit Breuer Katrin Krabbe Sabine Richter Heike Daute-Drechsler      | 42,33 |
| 4    | NGR  | Beatrice Utondu Rufina Ubah Christy Opara-Thompson Mary Onyali      | 42,77 |
| 5    | FRA  | Laurence Bily Maguy Nestoret Valérie Jean-Charles Marie-José Pérec  | 43,34 |
| 6    | CUB  | Eusebia Riquelme Aliuska López Julia Duporty Liliana Allen          | 43,75 |
| 7    | ITA  | Marisa Masullo Donatella Dal Bianco Daniela Ferrian Rossella Tarolo | 43,76 |
| 8    | AUS  | Monique Dunstan Kathy Sambell Melissa Moore Kerry Johnson           | 43,79 |

### 4 x 400 m estafette
| Rang | Land | Atleten                                                       | Tijd         |
| ---- | ---- | ------------------------------------------------------------- | ------------ |
| 1    | GBR  | Roger Black Derek Redmond John Regis Kriss Akabusi            | 2.57,53 (ER) |
| 2    | USA  | Andrew Valmon Quincy Watts Danny Everett Antonio Pettigrew    | 2.57,57      |
| 3    | JAM  | Patrick O'Connor Devon Morris Winthrop Graham Seymour Fagan   | 3.00,10      |
| 4    | YUG  | Dejan Jovković Nenad Djurović Ismail Macev Slobodan Branković | 3.00,32      |
| 5    | KEN  | Samson Kitur Simon Kemboi Charles Gitonga Simon Kipkemboi     | 3.00,34      |
| 6    | GER  | Klaus Just Rico Lieder Norbert Dobeleit Jens Carlowitz        | 3.00,75      |
| 7    | MAR  | Abdelali Kasbane Ali Dahane Bouchaib Belkaid Benyounés Lahlou | 3.04,49      |
| 8    | CUB  | Agustin Pavo Héctor Herrera Jorge Valentin Lazaro Martínez    | 3.05,33      |

| Rang | Land | Atleten                                                             | Tijd    |
| ---- | ---- | ------------------------------------------------------------------- | ------- |
| 1    | URS  | Tatjana Ledovskaja Ljoedmila Dzjigalova Olga Nazarova Olga Bryzgina | 3.18,43 |
| 2    | USA  | Rochelle Stevens Diane Dixon Jearl Miles-Clark Lillie Leatherwood   | 3.20,15 |
| 3    | GER  | Uta Rohländer Katrin Krabbe Christine Wachtel Grit Breuer           | 3.21,25 |
| 4    | GBR  | Lorraine Hanson Phylis Smith Sally Gunnell Linda Keough             | 3.22,01 |
| 5    | NGR  | Fatima Yusuf Mary Onyali Airat Bakare Charity Opara                 | 3.24,45 |
| 6    | CAN  | Rosey Edeh Karen Clarke Cheryl Allen Charmaine Crooks               | 3.27,42 |
| 7    | ESP  | Julia Merino Blanca Lacambra Sandra Myers Gregoria Ferrer           | 3.27,57 |
| 8    | HUN  | Edit Molnar Agnes Kozary Noemi Batori Judit Forgacs                 | 3.29,07 |

### Hoogspringen
| Rang | Land | Atleet           | Hoogte      |
| ---- | ---- | ---------------- | ----------- |
| 1    | USA  | Charles Austin   | 2,38 m (KR) |
| 2    | CUB  | Javier Sotomayor | 2,36 m      |
| 3    | USA  | Hollis Conway    | 2,36 m      |
| 4    | GBR  | Dalton Grant     | 2,36 m (NR) |
| 5    | BAH  | Troy Kemp        | 2,34 m      |
| 5    | CUB  | Marino Drake     | 2,34 m      |
| 7    | SWE  | Patrik Sjöberg   | 2,31 m      |
| 8    | USA  | Rick Noji        | 2,28 m      |

| Rang | Land | Atleet             | Hoogte |
| ---- | ---- | ------------------ | ------ |
| 1    | GER  | Heike Henkel       | 2,05 m |
| 2    | URS  | Jelena Jelesina    | 1,98 m |
| 3    | URS  | Inha Babakova      | 1,96 m |
| 4    | POL  | Beata Holub        | 1,96 m |
| 5    | GER  | Birgit Kähler      | 1,93 m |
| 6    | BUL  | Stefka Kostadinova | 1,93 m |
| 7    | URS  | Tamara Bykova      | 1,93 m |
| 8    | HUN  | Judit Kovacs       | 1,90 m |

### Verspringen
| Rang | Land | Atleet               | Afstand     |
| ---- | ---- | -------------------- | ----------- |
| 1    | USA  | Mike Powell          | 8,95 m (WR) |
| 2    | USA  | Carl Lewis           | 8,91 m (w)  |
| 3    | USA  | Larry Myricks        | 8,42 m      |
| 4    | GER  | Dietmar Haaf         | 8,22 m      |
| 5    | ROU  | Bogdan Tudor         | 8,06 m      |
| 6    | AUS  | David Culbert        | 8,02 m      |
| 7    | ITA  | Giovanni Evangelisti | 8,01 m      |
| 8    | URS  | Vladimir Ochkan      | 7,99 m      |

| Rang | Land | Atleet                 | Afstand |
| ---- | ---- | ---------------------- | ------- |
| 1    | USA  | Jackie Joyner-Kersee   | 7,32 m  |
| 2    | GER  | Heike Daute-Drechsler  | 7,29 m  |
| 3    | URS  | Larisa Berezhnaya      | 7,11 m  |
| 4    | URS  | Yelena Sinchukova      | 7,04 m  |
| 5    | GER  | Susen Tiedtke          | 6,77 m  |
| 6    | ROU  | Marieta Ilcu           | 6,72 m  |
| 7    | AUT  | Ljudmila Ninova-Rudoll | 6,72 m  |
| 8    | URS  | Jelena Belevskaja      | 6,69 m  |

### Polsstokhoogspringen
| Rang | Land | Atleet            | Hoogte      |
| ---- | ---- | ----------------- | ----------- |
| 1    | URS  | Sergej Boebka     | 5,95 m (KR) |
| 2    | HUN  | István Bagyula    | 5,90 m      |
| 3    | URS  | Maksim Tarasov    | 5,85 m      |
| 4    | URS  | Rodion Gataullin  | 5,85 m      |
| 5    | SWE  | Peter Widen       | 5,75 m      |
| 6    | USA  | Tim Bright        | 5,75 m      |
| 7    | AUT  | Hermann Fehringer | 5,60 m      |
| 8    | FRA  | Thierry Vigneron  | 5,60 m      |

### Hink-stap-springen
| Rang | Land | Atleet              | Afstand |
| ---- | ---- | ------------------- | ------- |
| 1    | USA  | Kenny Harrison      | 17,78 m |
| 2    | URS  | Leonid Volosjin     | 17,75 m |
| 3    | USA  | Mike Conley         | 17,62 m |
| 4    | URS  | Vasiliy Sokov       | 17,28 m |
| 5    | SWE  | Tord Henriksson     | 17,12 m |
| 6    | BER  | Brian Wellman       | 16,98 m |
| 7    | CUB  | Yoelbi Quesada      | 16,94 m |
| 8    | FRA  | Georges Sainte-Rose | 16,92 m |

### Speerwerpen
| Rang | Land | Atleet              | Afstand |
| ---- | ---- | ------------------- | ------- |
| 1    | FIN  | Kimmo Kinnunen      | 90,82 m |
| 2    | FIN  | Seppo Räty          | 88,12 m |
| 3    | URS  | Vladimir Sasimovich | 87,08 m |
| 4    | NZL  | Gavin Lovegrove     | 84,24 m |
| 5    | GBR  | Mick Hill           | 84,12 m |
| 6    | ISL  | Sigurdur Einarsson  | 83,46 m |
| 7    | SWE  | Dag Wennlund        | 81,14 m |
| 8    | SWE  | Patrik Bodén        | 78,58 m |

| Rang | Land | Atleet              | Afstand |
| ---- | ---- | ------------------- | ------- |
| 1    | CHN  | Xu Demei            | 68,78 m |
| 2    | GER  | Petra Felke         | 68,68 m |
| 3    | GER  | Silke Renk          | 66,80 m |
| 4    | URS  | Natalya Cherniyenko | 65,22 m |
| 5    | NOR  | Trine Hattestad     | 63,36 m |
| 6    | AUS  | Louise McPaul       | 63,34 m |
| 7    | CUB  | Dulce García        | 62,68 m |
| 8    | FIN  | Päivi Alafrantti    | 62,26 m |

### Discuswerpen
| Rang | Land | Atleet             | Afstand |
| ---- | ---- | ------------------ | ------- |
| 1    | GER  | Lars Riedel        | 66,20 m |
| 2    | NED  | Erik de Bruin      | 65,82 m |
| 3    | HUN  | Attila Horváth     | 65,32 m |
| 4    | GER  | Wolfgang Schmidt   | 64,76 m |
| 5    | USA  | Mike Buncic        | 64,20 m |
| 6    | GER  | Jürgen Schult      | 63,12 m |
| 7    | URS  | Dmitriy Shevchenko | 62,90 m |
| 8    | CUB  | Roberto Moya       | 61,44 m |

| Rang | Land | Atleet                 | Afstand      |
| ---- | ---- | ---------------------- | ------------ |
| 1    | BUL  | Tsvetanka Khristova    | 71,02 m      |
| 2    | GER  | Ilke Wyludda           | 69,12 m      |
| 3    | URS  | Larysa Mychaltsjenko   | 68,26 m      |
| 4    | GER  | Martina Opitz-Hellmann | 67,14 m      |
| 5    | AUS  | Daniela Costian        | 66,06 m (OC) |
| 6    | CHN  | Min Chunfeng           | 65,56 m      |
| 7    | URS  | Iryna Jatsjanka        | 64,92 m      |
| 8    | CHN  | Zhao Yonghua           | 63,62 m      |

### Kogelstoten
| Rang | Land | Atleet             | Afstand |
| ---- | ---- | ------------------ | ------- |
| 1    | SUI  | Werner Günthör     | 21,67 m |
| 2    | NOR  | Lars Arvid Nilsen  | 20,75 m |
| 3    | URS  | Aleksandr Klimenko | 20,34 m |
| 4    | GER  | Oliver-Sven Buder  | 20,10 m |
| 5    | URS  | Sergey Nikolayev   | 19,98 m |
| 6    | SWE  | Kent Larsson       | 19,92 m |
| 7    | YUG  | Dragan Peric       | 19,83 m |
| 8    | USA  | Ron Backes         | 19,34 m |

| Rang | Land | Atleet              | Afstand |
| ---- | ---- | ------------------- | ------- |
| 1    | CHN  | Huang Zhihong       | 20,83 m |
| 2    | URS  | Natalja Lisovskaja  | 20,29 m |
| 3    | URS  | Svetlana Kriveljova | 20,16 m |
| 4    | GER  | Claudia Losch       | 19,74 m |
| 5    | CHN  | Zhou Tianhua        | 19,64 m |
| 6    | GER  | Stephanie Storp     | 19,50 m |
| 7    | URS  | Marina Antonyuk     | 19,12 m |
| 8    | GER  | Kathrin Neimke      | 18,83 m |

### Kogelslingeren
| Rang | Land | Atleet             | Afstand |
| ---- | ---- | ------------------ | ------- |
| 1    | URS  | Joeri Sedych       | 81,70 m |
| 2    | URS  | Igor Astapkovitsj  | 80,94 m |
| 3    | GER  | Heinz Weis         | 80,44 m |
| 4    | HUN  | Tibor Gécsek       | 78,98 m |
| 5    | URS  | Andrej Abduvalijev | 78,30 m |
| 6    | FRA  | Walter Ciofani     | 76,48 m |
| 7    | USA  | Ken Flax           | 75,98 m |
| 8    | FRA  | Raphaël Piolanti   | 73,64 m |

### Tienkamp/zevenkamp
| Rang | Land | Atleet            | Punten        |
| ---- | ---- | ----------------- | ------------- |
| 1    | USA  | Dan O'Brien       | 8812 pnt (KR) |
| 2    | CAN  | Mike Smith        | 8549 pnt      |
| 3    | GER  | Christian Schenk  | 8394 pnt      |
| 4    | TCH  | Robert Změlík     | 8379 pnt      |
| 5    | FIN  | Petri Keskitalo   | 8318 pnt      |
| 6    | NZL  | Simon Poelman     | 8267 pnt      |
| 7    | URS  | Eduard Hämäläinen | 8233 pnt      |
| 8    | ESP  | Antonio Peñalver  | 8200 pnt      |

| Rang | Land | Atleet              | Punten        |
| ---- | ---- | ------------------- | ------------- |
| 1    | GER  | Sabine Braun        | 6672 pnt      |
| 2    | ROU  | Liliana Năstase     | 6493 pnt      |
| 3    | URS  | Irina Belova        | 6448 pnt      |
| 4    | FIN  | Satu Ruotsalainen   | 6404 pnt      |
| 5    | ALG  | Yasmina Azzizi      | 6392 pnt (AF) |
| 6    | POL  | Urszula Wlodarczyk  | 6391 pnt      |
| 7    | GER  | Peggy Beer          | 6380 pnt      |
| 8    | URS  | Tatyana Zhuravlyova | 6370 pnt      |

## Legenda
- WR: Wereldrecord
- KR: Kampioenschapsrecord
- AF: Afrikaans Record
- AS: Aziatisch record
- ER: Europees record
- OC: Oceanisch record
- ZA: Zuid-Amerikaans record
- NR: Nationaal record
- DNS: Niet gestart
- DNF: Niet gefinisht
- DSQ: Gediskwalificeerd

## Medailleklassement
| Plaats | Land                | Goud | Zilver | Brons | Totaal |
| 1      | Verenigde Staten    | 10   | 8      | 8     | 26     |
| 2      | Sovjet-Unie         | 9    | 9      | 11    | 29     |
| 3      | Duitsland           | 5    | 4      | 8     | 17     |
| 4      | Kenia               | 4    | 3      | 1     | 8      |
| 5      | Verenigd Koninkrijk | 2    | 2      | 3     | 7      |
| 6      | China               | 2    | 1      | 1     | 4      |
| 7      | Algerije            | 2    | 0      | 1     | 3      |
| 8      | Jamaica             | 1    | 1      | 3     | 5      |
| 9      | Finland             | 1    | 1      | 1     | 3      |
| 10     | Frankrijk           | 1    | 1      | 0     | 2      |
|        | Japan               | 1    | 1      | 0     | 2      |
| 12     | Bulgarije           | 1    | 0      | 0     | 1      |
|        | Italië              | 1    | 0      | 0     | 1      |
|        | Polen               | 1    | 0      | 0     | 1      |
|        | Zambia              | 1    | 0      | 0     | 1      |
|        | Zwitserland         | 1    | 0      | 0     | 1      |
| 17     | Cuba                | 0    | 2      | 0     | 2      |
| 18     | Canada              | 0    | 1      | 1     | 2      |
|        | Hongarije           | 0    | 1      | 1     | 2      |
|        | Roemenië            | 0    | 1      | 1     | 2      |
| 21     | Brazilië            | 0    | 1      | 0     | 1      |
|        | Djibouti            | 0    | 1      | 0     | 1      |
|        | Ethiopië            | 0    | 1      | 0     | 1      |
|        | Namibië             | 0    | 1      | 0     | 1      |
|        | Nederland           | 0    | 1      | 0     | 1      |
|        | Noorwegen           | 0    | 1      | 0     | 1      |
|        | Zweden              | 0    | 1      | 0     | 1      |
| 28     | Marokko             | 0    | 0      | 2     | 2      |
| 29     | Spanje              | 0    | 0      | 1     | 1      |
| Totaal | Totaal              | 43   | 43     | 43    | 129    |

1983 · 
1987 · 
1991 · 
1993 · 
1995 · 
1997 · 
1999 · 
2001 · 
2003 · 
2005 · 
2007 · 
2009 · 
2011 · 
2013 · 
2015 · 
2017 · 
2019 · 
2022 · 
2023